# Giro del Lussemburgo 2014
Il Giro del Lussemburgo 2014, settantottesima edizione della corsa, si svolse dal 4 all'8 giugno su un percorso di 706 km ripartiti in 4 tappe più un cronoprologo, con partenza e arrivo a Lussemburgo. Fu vinto dal danese Matti Breschel della Tinkoff-Saxo davanti al lussemburghese Jean-Pierre Drucker e al danese Michael Mørkøv.

## Tappe
| Tappa  | Data     | Percorso                                      | km    | Vincitore di tappa | Leader cl. generale |
| ------ | -------- | --------------------------------------------- | ----- | ------------------ | ------------------- |
| Prol.  | 4 giugno | Lussemburgo > Lussemburgo (cron. individuale) | 2,5   | Danny van Poppel   | Danny van Poppel    |
| 1ª     | 5 giugno | Lussemburgo > Hesperange                      | 172,6 | André Greipel      | Danny van Poppel    |
| 2ª     | 6 giugno | Rosport > Schifflange                         | 157,4 | Matti Breschel     | Jean-Pierre Drucker |
| 3ª     | 7 giugno | Eschweiler > Differdange                      | 205,8 | Matti Breschel     | Matti Breschel      |
| 4ª     | 8 giugno | Mersch > Lussemburgo                          | 168,2 | André Greipel      | Matti Breschel      |
| Totale | Totale   | Totale                                        | 706   |                    |                     |

## Dettagli delle tappe

### Prologo
- 4 giugno: Lussemburgo > Lussemburgo (cron. individuale) – 2,5 km

| Pos. | Corridore           | Squadra | Tempo |
| ---- | ------------------- | ------- | ----- |
| 1    | Danny van Poppel    | Trek    | 3'58" |
| 2    | Jean-Pierre Drucker | Wanty   | a 4"  |
| 3    | Alex Kirsch         | Leopard | a 5"  |

| Pos. | Corridore           | Squadra | Tempo |
| ---- | ------------------- | ------- | ----- |
| 1    | Danny van Poppel    | Trek    | 3'58" |
| 2    | Jean-Pierre Drucker | Wanty   | a 4"  |
| 3    | Alex Kirsch         | Leopard | a 5"  |

### 1ª tappa
- 5 giugno: Lussemburgo > Hesperange – 172,6 km

| Pos. | Corridore        | Squadra      | Tempo    |
| ---- | ---------------- | ------------ | -------- |
| 1    | André Greipel    | Lotto        | 4h34'03" |
| 2    | Michael Mørkøv   | Tinkoff-Saxo | s.t.     |
| 3    | Danny van Poppel | Trek         | s.t.     |

| Pos. | Corridore           | Squadra | Tempo    |
| ---- | ------------------- | ------- | -------- |
| 1    | Danny van Poppel    | Trek    | 4h37'57" |
| 2    | Jean-Pierre Drucker | Wanty   | a 8"     |
| 3    | Alex Kirsch         | Leopard | a 9"     |

### 2ª tappa
- 6 giugno: Rosport > Schifflange – 157,4 km

| Pos. | Corridore           | Squadra      | Tempo    |
| ---- | ------------------- | ------------ | -------- |
| 1    | Matti Breschel      | Tinkoff-Saxo | 3h48'49" |
| 2    | Sergey Lagutin      | Rusvelo      | s.t.     |
| 3    | Jean-Pierre Drucker | Wanty        | s.t.     |

| Pos. | Corridore           | Squadra      | Tempo    |
| ---- | ------------------- | ------------ | -------- |
| 1    | Jean-Pierre Drucker | Wanty        | 8h26'49" |
| 2    | Michael Mørkøv      | Tinkoff-Saxo | a 5"     |
| 3    | Silvio Herklotz     | Stölting     | a 14"    |

### 3ª tappa
- 7 giugno: Eschweiler > Differdange – 205,8 km

| Pos. | Corridore      | Squadra      | Tempo    |
| ---- | -------------- | ------------ | -------- |
| 1    | Matti Breschel | Tinkoff-Saxo | 5h27'10" |
| 2    | Rudy Molard    | Cofidis      | s.t.     |
| 3    | Sergey Lagutin | Rusvelo      | s.t.     |

| Pos. | Corridore           | Squadra      | Tempo     |
| ---- | ------------------- | ------------ | --------- |
| 1    | Matti Breschel      | Tinkoff-Saxo | 13h54'02" |
| 2    | Rudy Molard         | Cofidis      | a 15"     |
| 3    | Jean-Pierre Drucker | Wanty        | s.t.      |

### 4ª tappa
- 8 giugno: Mersch > Lussemburgo – 168,2 km

| Pos. | Corridore            | Squadra      | Tempo    |
| ---- | -------------------- | ------------ | -------- |
| 1    | André Greipel        | Lotto        | 4h04'54" |
| 2    | Matti Breschel       | Tinkoff-Saxo | a 14"    |
| 3    | Daniel Teklehaimanot | MTN-Qhubeka  | s.t.     |

| Pos. | Corridore           | Squadra      | Tempo     |
| ---- | ------------------- | ------------ | --------- |
| 1    | Matti Breschel      | Tinkoff-Saxo | 17h59'04" |
| 2    | Jean-Pierre Drucker | Wanty        | a 19"     |
| 3    | Michael Mørkøv      | Tinkoff-Saxo | a 20"     |

## Classifiche finali

### Classifica generale
| Pos. | Corridore           | Squadra             | Tempo     |
| ---- | ------------------- | ------------------- | --------- |
| 1    | Matti Breschel      | Tinkoff-Saxo        | 17h59'04" |
| 2    | Jean-Pierre Drucker | Wanty-Gobert        | a 19"     |
| 3    | Michael Mørkøv      | Tinkoff-Saxo        | a 20"     |
| 4    | Rudy Molard         | Cofidis             | a 21"     |
| 5    | Sergey Lagutin      | Rusvelo             | a 26"     |
| 6    | Silvio Herklotz     | Team Stölting       | a 35"     |
| 7    | Romain Hardy        | Cofidis             | a 43"     |
| 8    | Laurent Évrard      | Wallonie Bruxelles  | a 48"     |
| 9    | Fränk Schleck       | Trek Factory Racing | a 56"     |
| 10   | Björn Leukemans     | Wanty-Gobert        | a 1'01"   |